# Geoff Pierson
Geoffrey „Geoff” Pierson (ur. 16 czerwca 1949 w Chicago) – amerykański aktor.

## Życiorys
Urodził się i wychował w Chicago w Illinois jako syn Helen T. (z domu McGinness) i Roya J. Piersona, biznesmena. Po ukończeniu szkoły średniej przeniósł się do Nowego Jorku, aby studiować na Uniwersytecie Fordham. Uzyskał tytuł licencjata i kontynuował naukę w Yale School of Drama, gdzie w 1980 zdobył tytuł magistra.
W 1978 wystąpił w roli lekarza w sztuce Skrzydła na Festiwalu Szekspirowskim w Nowym Jorku. W 1980 trafił na Broadway w roli Paula w przedstawieniu Gilberta Catesa Sztuczki handlu (Tricks of the Trade) u boku George’a C. Scotta i Trish Van Devere.
Po debiucie w telewizyjnej komedii romantycznej CBS Okres godowy (The Mating Season, 1980) z Swoosie Kurtz, dostał rolę Franka Ryana w operze mydlanej ABC Ryan’s Hope (1983–1985). Wystąpił także w kilku innych serialach, m.in. Texas (1980–1981), Inny świat (1983–1992) i Tylko jedno życie (1989).
23 stycznia 1971 ożenił się z Catherine Daly, z którą ma troje dzieci: dwie córki – Norah i Elizabeth oraz syna Roya. W 1991 doszło do rozwodu. W 1997 poślubił kanadyjską aktorkę Carolyn „Cali” Timmins, z którą ma dwoje dzieci.

## Filmografia

### Filmy
- 1988: Rodzina za wszelką cenę (Necessary Parties, TV) jako Stephen Mills
- 1990: Morderstwo w czerni i bieli (Murder in Black and White, TV) jako ojciec z łodzią
- 1997: Wiercipięta jako trener piłki nożnej Gordon
- 2001: Za linią wroga jako admirał Donnelly
- 2004: Spartan jako Pearce
- 2006: Stay jako tato
- 2007: D-War: Wojna smoków jako sekretarz obrony
- 2007: Martwy za życia jako Pierce
- 2008: Oszukana jako S.S. Hahn
- 2008: Dorwać Smarta jako wiceprezydent
- 2009: Najlepszy ojciec świata jako dyrektor szkoły Anderson
- 2011: Pożyczony narzeczony jako Dexter Thaler Sr.
- 2011: J. Edgar jako Mitchell Palmer
- 2011: Jack i Jill jako Carter Simmons
- 2014: Nie jesteś sobą jako ojciec Kate
- 2016: Zasady nie obowiązują jako dyrektor Merrill Lynch

### Seriale TV
- 1980–1981: Texas jako detektyw Donovan
- 1983: Inny świat jako Ed Benedict
- 1983–1985: Ryan’s Hope jako Frank Ryan
- 1985: McCall jako prawnik
- 1985–1986: Search for Tomorrow jako dr Sullivan
- 1988: Świat według Bundych jako Roland Squab
- 1989: Dni naszego życia jako Barney Gillespie
- 1991: Prawo i bezprawie jako prawnik
- 1992: Inny świat jako Roger Jackson
- 1994: Ich pięcioro jako Elliott Bishop
- 1994: Prawo i bezprawie jako badacz OCCB
- 1994–1998: Grace w opałach jako Jimmy Kelly
- 2000–2001: Asy z klasy jako James Ford
- 2000–2001: Nash Bridges jako zastępca szefa Max Pettit
- 2001: Sabrina, nastoletnia czarownica jako Wayne Banning
- 2001: Przyjaciele jako pan Franklin
- 2001: Jak pan może, panie doktorze? jako pan Tipton
- 2001: Babski oddział jako Jerry Ragonese
- 2002–2003: Prezydencki poker jako przywódca mniejszości w Senacie Tripplehorn
- 2003: Dotyk anioła jako Richard Dardenne
- 2003: Bez pardonu jako Matthew Kendon
- 2003–2005: 24 godziny jako John Keeler
- 2004: Detektyw Monk jako Harry Bolston
- 2005: Gotowe na wszystko jako Sam
- 2005: Weronika Mars jako Stewart Manning
- 2005–2008: Rodney jako Dale Hamilton
- 2006: Agenci NCIS jako Roy Carver
- 2006–2013: Dexter jako zastępca szefa Tom Matthews
- 2007: Wzór jako CEO Aaron Helm
- 2008: U nas w Filadelfii jako Warden
- 2008–2009: Powrót do życia jako Charlie Crews Sr.
- 2008–2011: Sposób użycia jako Franklin Dunbar
- 2009: Korporacja według Teda jako Elijah Palmer
- 2009: Mentalista jako Noah Plaskett
- 2010–2012: Zakazane imperium jako senator Walter Edge
- 2011–2015: Castle jako Michael Smith
- 2015: Świat w opałach jako Pierce Grey
- 2017–2018: Designated Survivor jako Cornelius Moss
- 2018–2019: Splitting Up Together jako Henry